# Godigisel
Godigisel (n. 359 d.Hr. – d. 31 decembrie 406 d.Hr., Trier, Germania) a fost regele vandalilor hasdingi până la moartea sa în 406. El a fost ucis în luptă în ultima zi a anului 406 (31 decembrie), la scurt timp înainte ca oamenii să traverseze râul Rin pe teritoriul Imperiului Roman.
Godigisel a fost succedat de fiul cel mare al lui care a supraviețuit luptei, și anume Gunderic, care a condus vandalii în Galia și mai târziu în Hispania. Dar el a fost cel mai bine cunoscut ca tatăl lui Genseric, care l-a succedat pe Gunderic la domnie în 428 și a domnit timp de 49 ani, instituind un regat puternic în Africa de Nord.